# Castell de Gironella
El Castell de Gironella és un antic castell medieval, les restes del qual es troben al nucli antic del poble de Gironella, protegit com a Bé Cultural d'Interès Nacional des de 1949.

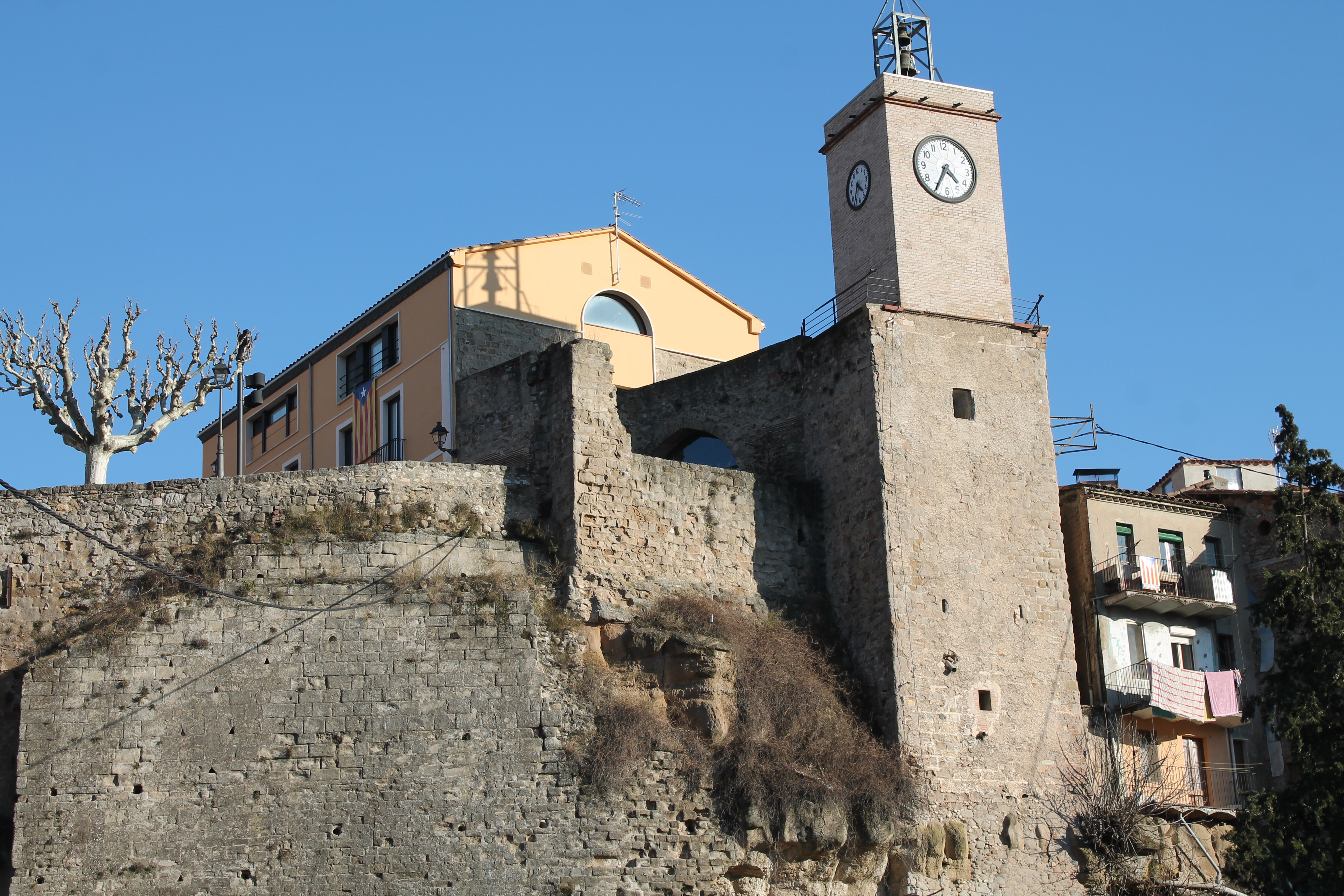
Damunt les muralles que resten del castell es va aixecar el campanar.

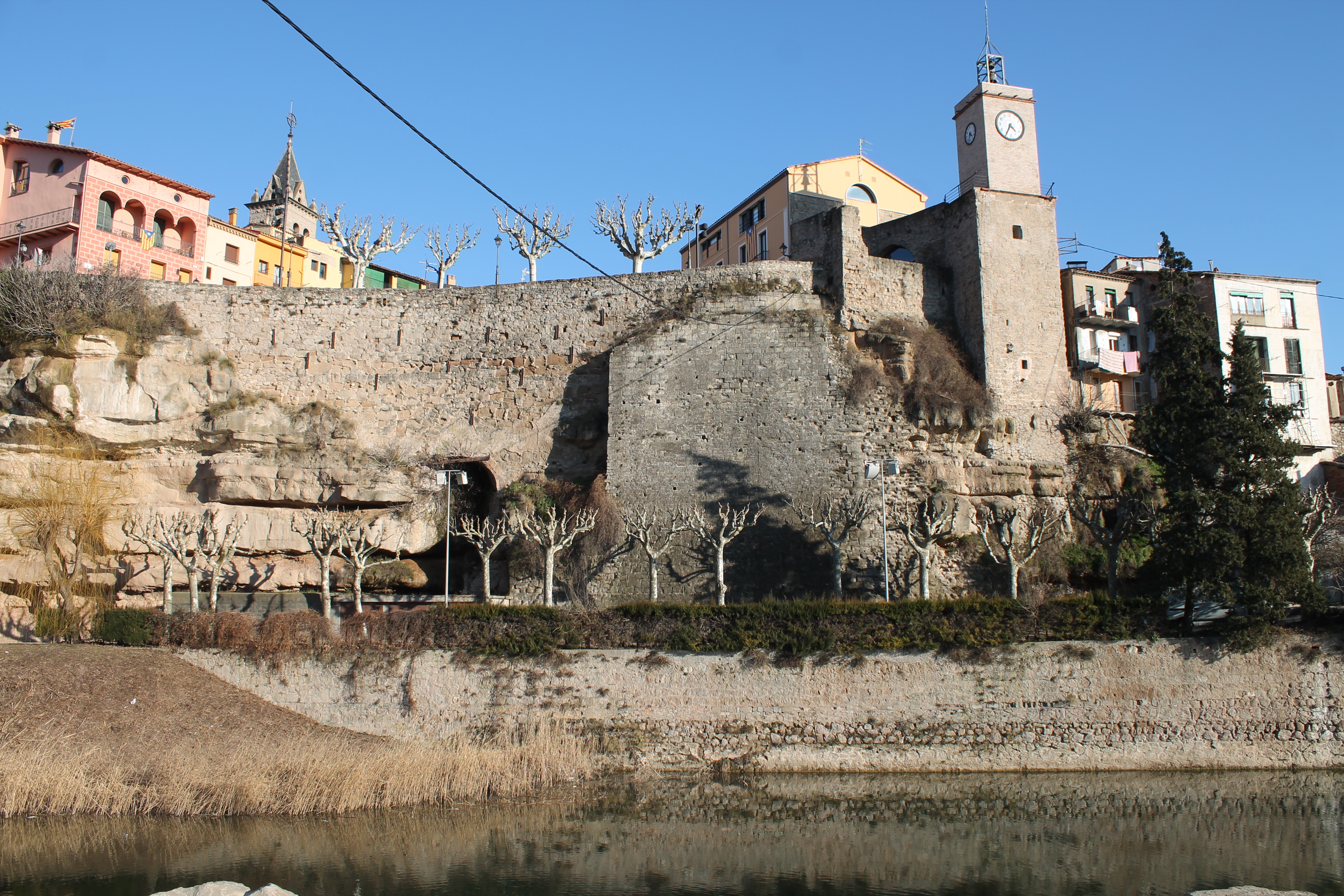
La muralla i el castell de Gironella.

## Descripció
Actualment del castell en queden notables restes de murs atalussats i d'una torre de planta quadrada que fa de suport del campanar tardà, a l'espadat que separa la vila vella del Llobregat.
Les restes de la torre i del castell medieval de Gironella apareixen integrades en el nucli tradicional de la població, a la part alta de la vila, a la qual s'accedeix per un trencall que surt a mà dreta després del pont sobre el riu Llobregat, en direcció a l'Ajuntament de la Vila. Aquestes restes es troben a l'edifici conegut popularment com la "Presó", annex a aquest ajuntament, i disposat a l'extrem d'un penyal. S'hi conserven restes molt precàries, per bé que sobresurt part del mur que fonamentava l'antic castell de Gironella sobre el riu, així com uns altres murs defensius.
Són parts de l'antic castell la muralla, que arriba fins al riu, l'antiga presó sota l'Ajuntament i la torre central sobre la qual el 1932 es construí el rellotge.

## Història
La primera documentació de la que es disposa del castell i el seu terme data del 1253. El castell fou construït pels barons de la Portella al segle xiii. Més tard passà successivament a mans del Pinós, els Agulló i els Sentmenat. La seva importància estratègica era remarcable, ja que dominava la vall del Llobregat i la plana de Casserres.
Durant la Guerra dels catalans el castell va caure en mans borbòniques. Després que Ermengol Amill i el marquès del Poal el recuperessin, durant la presa del castell de Gironella, Manuel Desvalls va ordenar-ne la voladura amb mines.
Al segle xix el castell i tot Gironella foren saquejats i incendiats durant la Primera Guerra Carlina (1839).
La prospecció efectuada dins el projecte "Evolució del poblament a la plana central del Berguedà des de l'època baix-imperial fins a l'alta Edat Mitjana", sobre els horts situats al sud de les restes, va aportar ceràmica medieval i moderna, amb una cronologia mai anterior a finals del segle ix.